# Amalie Schoppe
Pour l’article homonyme, voir Julius Schoppe.
Amalie Schoppe (Burg auf Fehmarn, 9 octobre 1791 - New York, 25 septembre 1858) est une auteur allemande, qui a également employé les pseudonymes Adalbert von Schonen, Amalia et Marie. Elle est principalement connue en tant qu'auteur de livres pour enfants et de livres pour la jeunesse. Son œuvre comporte 200 volumes.

## Biographie
Amalie Schoppe est la fille du médecin Friedrich Wilhelm Weise. Quand son père décède en 1798, elle va chez un oncle à Hambourg, jusqu'à ce que sa mère se remarie en 1802 avec le marchand Johann Georg Burmeister. Dans sa jeunesse, Amalie Schoppe s'intéresse surtout aux langues et à la médecine.
En 1814, elle épouse le futur juge F. H. Schoppe, dont elle a trois fils. Après la mort précoce de son mari en 1829, elle assure la survie de sa famille par son travail d'écrivain. Pendant un temps, elle dirige une maison de correction pour filles avec Fanny Tarnow (en).
Elle a pour amis Rosa Maria Assing, Justinus Kerner et Adalbert von Chamisso. Elle prend également le jeune poète Friedrich Hebbel sous sa protection, ce qui permet à ce dernier d'étudier. De 1827 à 1846, elle publie Pariser Modeblätter, qui contient aussi des contributions littéraires. De plus, elle écrit dans de nombreux périodiques et, de 1831 à 1839, publie pour la jeunesse Iduna. De 1842 à 1845, elle habite à Iéna, puis de nouveau à Hambourg.
En 1851, enfin, elle s'installe chez son fils aux États-Unis, où elle meurt à l'âge de 66 ans, à New York.

## Œuvre
- Die Verwaisten, Leipzig 1825 (lire en ligne)
- Die Auswanderer nach Brasilien oder die Hütte am Gigitonhonha; nebst noch andern moralischen und unterhaltenden Erzählungen für die geliebte Jugend von 10 bis 14 Jahren, Amelang, Berlin 1828 (lire en ligne)
- Die Helden und Götter des Nordens, oder: Das Buch der Sagen, Berlin 1832 (lire en ligne)